# Église Saint-Étienne d'Aigues-Vives
Pour les articles homonymes, voir Église Saint-Étienne.
L'église Saint-Étienne d'Aigues-Vives est une église catholique située dans le village d'Aigues-Vives dans le département de l'Ariège et dans la région administrative Occitanie. 

## Situation
Localisée au centre du village, l'église est établie dans l'arrondissement de Pamiers et dans la communauté de communes du Pays de Mirepoix.

## Histoire
En 1774, une église était située en dehors du village, au cimetière. Celle-ci subit un déplacement en 1840 à l'emplacement actuel. Une église délabrée est citée dans les délibérations municipales de 1802-1803 et 1843. L'église a subi des modifications au XIXe siècle : le remblaiement de l'église, le rehaussement des murs, le dallage, la toiture et la voûte de l'église, etc., ont été effectués. 

## Description
Orientée vers l'est, l'église a un plan simple et dispose d'une nef unique avec deux travées, percée de quatre baies en plein cintre parmi desquelles la 1re travée sud a été murée. Percée de trois baies en plein cintre, l'abside est semi-circulaire, la tribune occidentale est accessible par un escalier. Le porche d'entrée date du XIXe siècle ou XXe siècle. Un décor géométrique est constitué par les vitraux contemporains dont celui de la fenêtre axiale de l'abside est hagiographique et dédié à saint Étienne, il comprend deux autels. Le monument aux morts est placé contre le mur intérieur nord de la nef et se compose d’une statue de Jeanne d’Arc, œuvre de Monna de Toulouse, d’une plaque commémorative ainsi que d'une table d'autel sur laquelle se trouve un gisant situé au-dessus. 
Maintenant bénitier, les fonts baptismaux se composent d'un bassin octogonal avec la date 1657 gravée sur un côté. La partie inférieure du bassin ornemental est circulaire, avec 16 motifs décoratifs proéminents, sa forme tranchée est similaire aux décorations qui ont été notées dans les fonts baptismaux à d'autres périodes ou avant 20 ou 30 ans. La base n'est pas un cylindre, mais un pilier à section carrée, ce qui semble indiquer qu'il s'agit bien d'une nouvelle tâche et que les pièces ont bougé. L'ancienne partie a disparu. Le support actuel est en pierre blanche de grès, il ne s’accommode pas avec la cuve qui est faite en calcaire nuancé de bleu. 

## Galerie

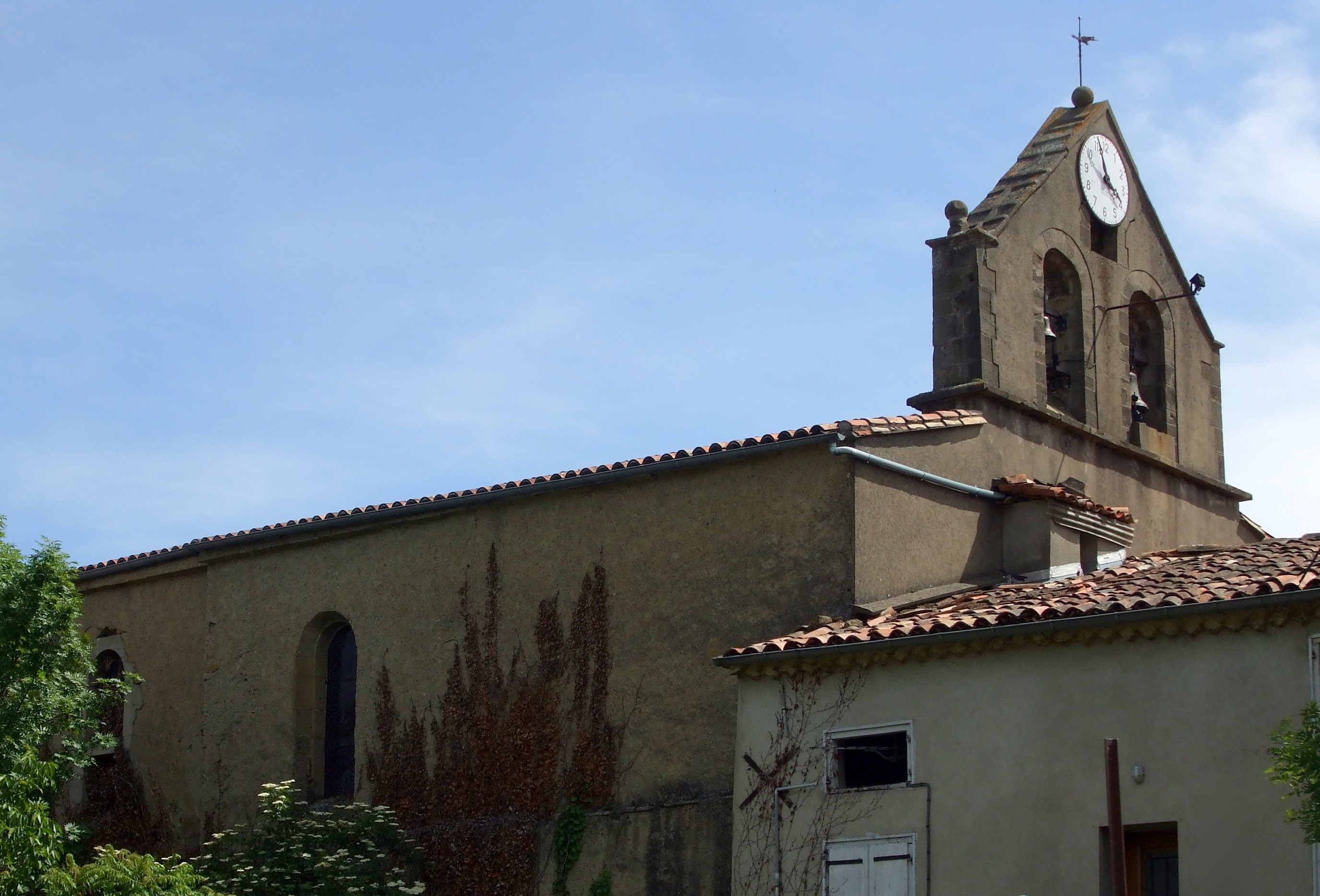
Église en 2011.
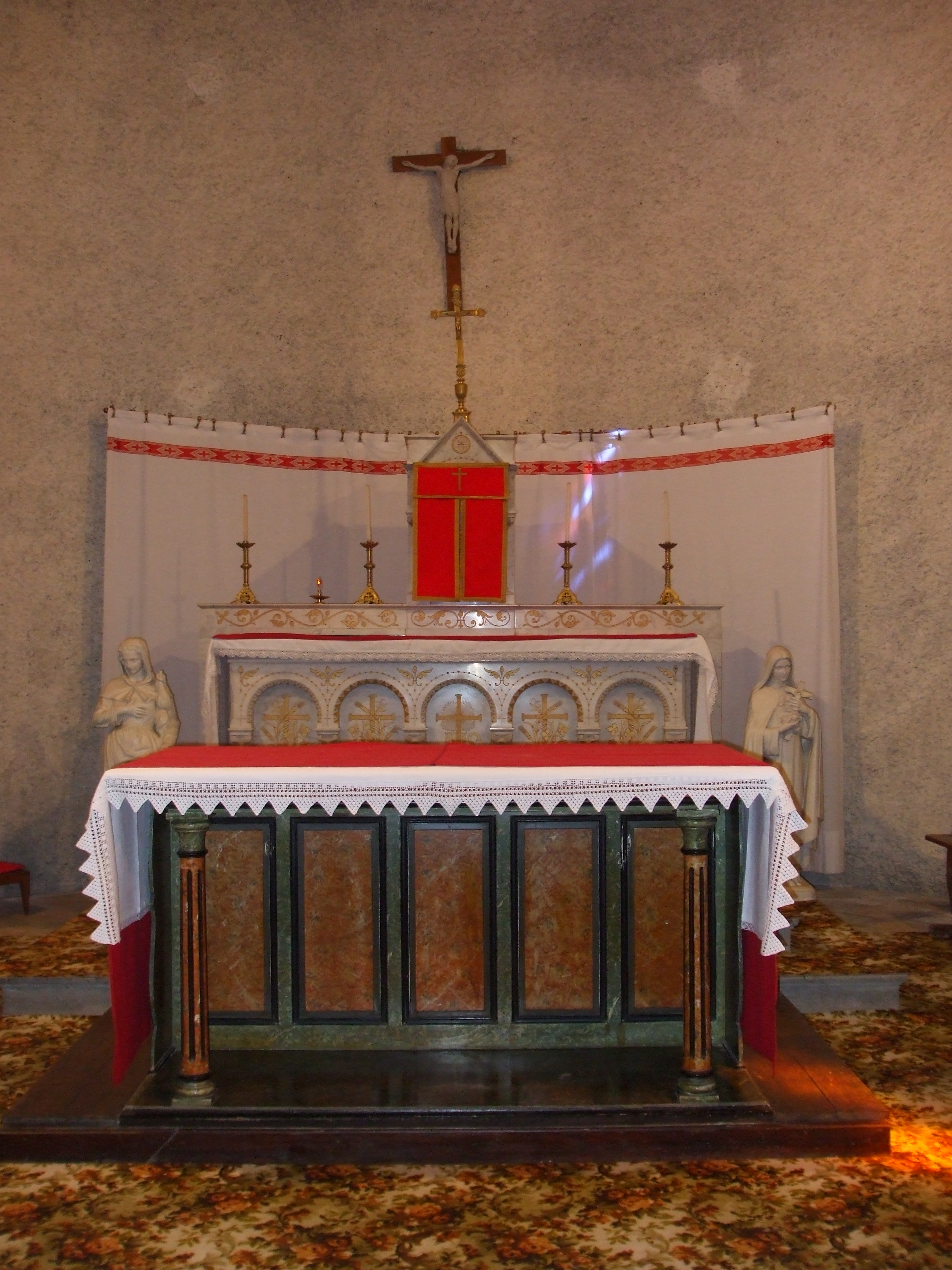
Autel.
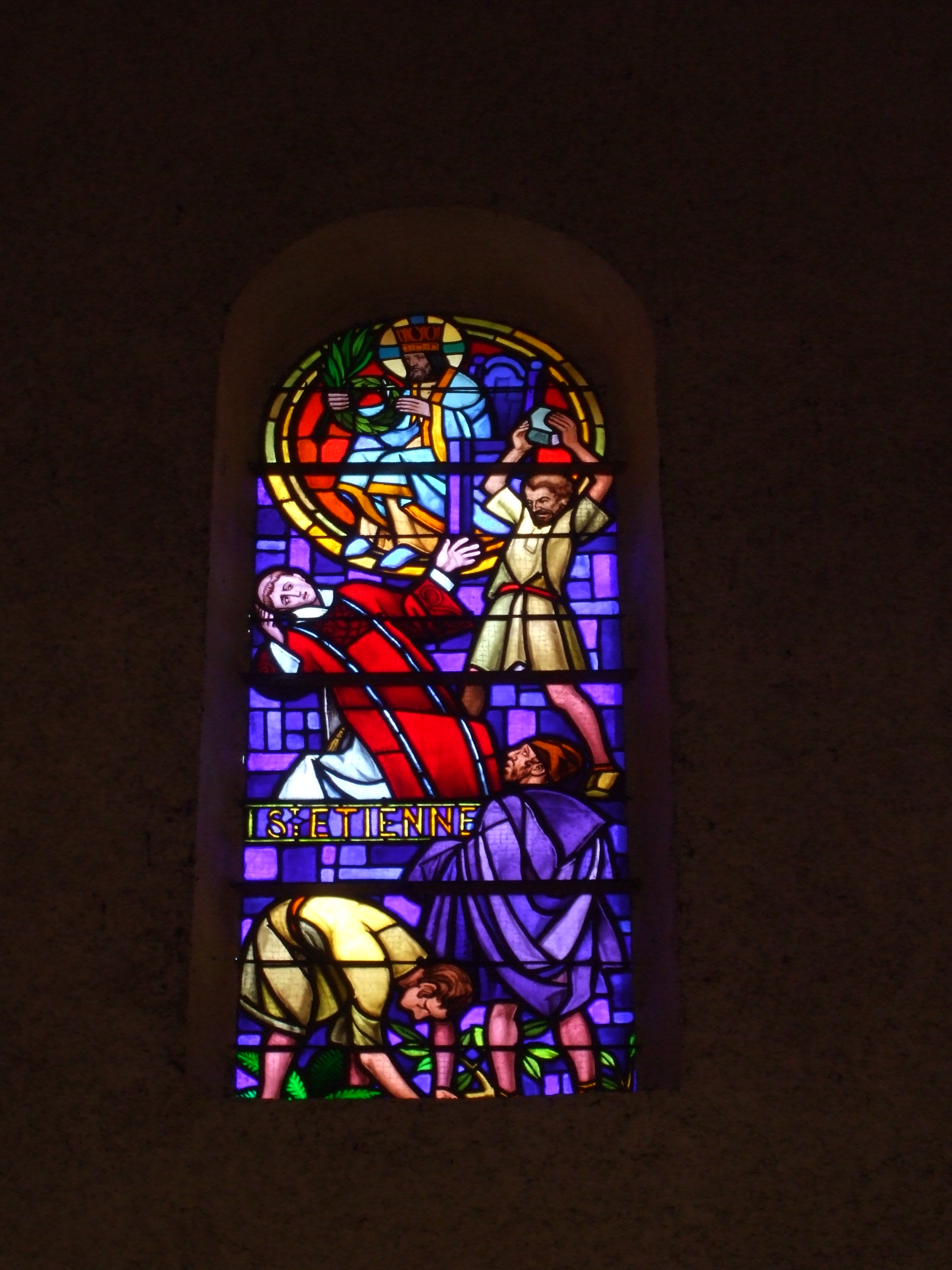
Vitrail sur la Lapidation de saint Étienne.
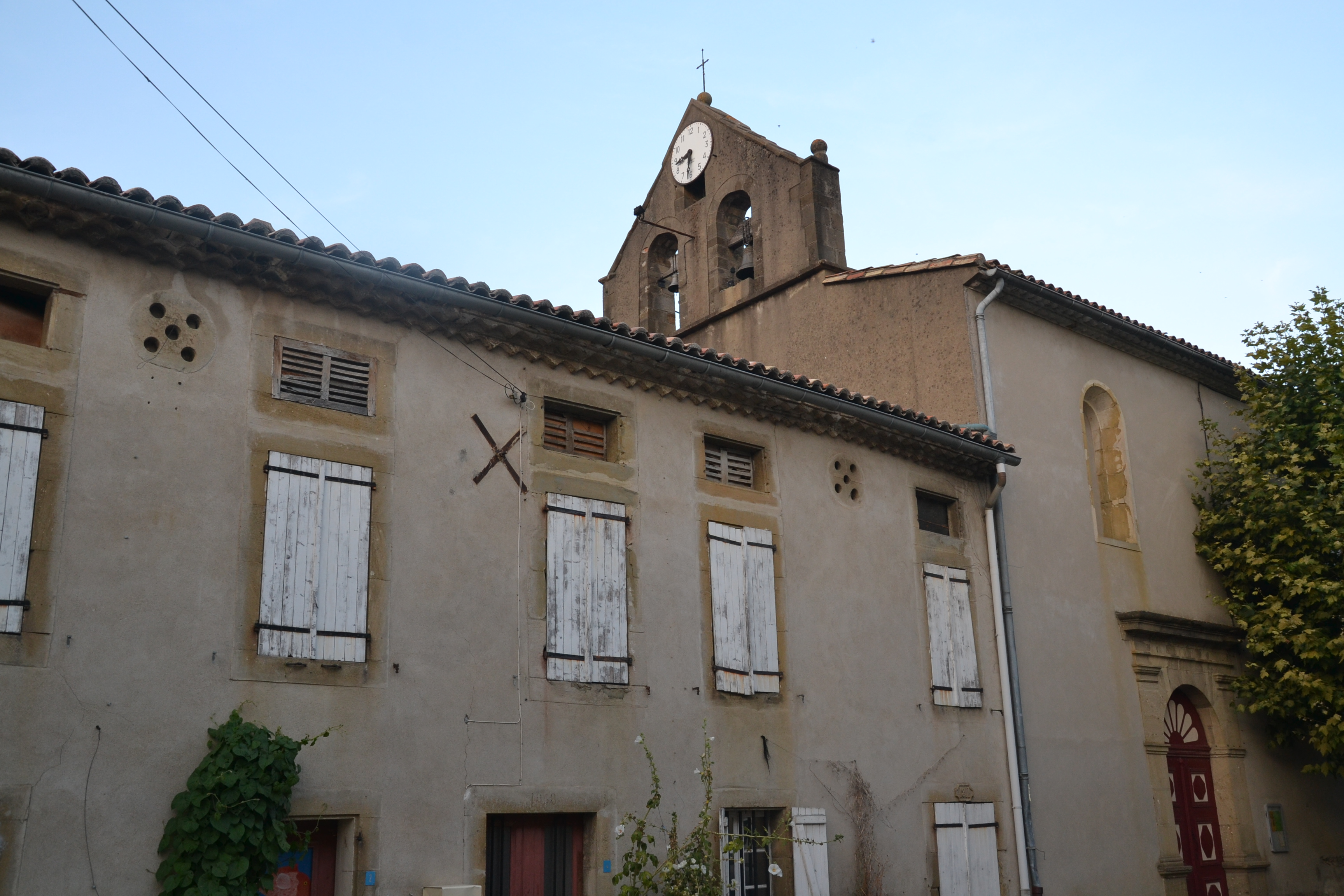
Église et son environnement.